# Aratinga labati
Aratinga labati е изчезнал вид птица от семейство Папагалови (Psittacidae). Обитавал е Гваделупа.

## Разпространение
Видът е разпространен в Гваделупа.